# بخش اوسترایونگه
بخش اوسترایونگه (به سوئدی: Östra Göinge kommun) یک ناحیه شهری در سوئد است که در شهرستان اسکونه واقع شده‌است.